# Бранислав Мартиновић
Бранислав Бранко Мартиновић (Београд, 29. новембар 1937 — Београд, 26. фебруар 2015) био је југословенски рвач грчко-римским стилом, вишеструки победник у југословенским и међународним такмичењима. По занимању је правник.

## Биографија
Рвачку каријеру започео је као једанаестогодишњак 1948. у ФД Металац (касније ОСД Београд), а наставио од 1950. у СД Железничар из Београда. Од 1957—60 и од 1963—65. био је седам пута првак Југославије у лакој категорији четири пута је био други и два пута трећи. На Олимпијским играма 1960. у Риму освојио је у лакој категорији сребрну медаљу, прву југословеснку олимпијску медаљу у рвању, а четири године касније у Токију у перолакој категорији бронзану. На светским првенствима у рвању учествовао је три пута 1958. у Стокхолму , 1961. у Јокохами (освојио бронзу) и 1963. у Хелсинборгу, на европски првенствима такође три пута 1966. у Есену (бронза), 1967. Минску (четврти) и 1968. Вастеросу. Шест пута је учествовао на балкансим играма и на свим је освојио медаљу: 1958. и 1960. сребрну, 1961, 1963. и 1965 златну, а 1966. сребрну. На медитеранским играма учествовао је само једном 1963. у Напуљу и победио.
До краја каријере 1968 у 920 борби победио је 794 пута.
Мартиновић је био члан Извршног одбора Рвачког савеза Југославије и тренер Рвачког клуба Железничар из Београда. Заслужни је спортиста Југославије.

## Значајнији резултати
- Олимпијске игре: 1960. Сребро; 1964. Бронза
- Светско првенство: 1961. Бронза
- Европско првенство: 1966. Бронза
- Медитеранске игре: 1963. Злато
- Балканске игре: 1961, 1963, 1965. Злато; 1959, 1960, 1966. Сребро
- Првенство СФРЈ: 1957, 1958, 1959, 1960, 1963, 1964. 1965. Злато; 1954. Сребро; 1953. Бронза